# نریتس
نریتس (به آلمانی: Neritz) یک شهر در آلمان است که در Stormarn واقع شده‌است. نریتس  ۳۳۱ نفر جمعیت دارد.